# ESG Frankonia Karlsruhe
Die ESG Frankonia Karlsruhe e. V. (ESG Frankonia) ist mit 886 Mitgliedern einer der größten Breitensportvereine der Stadt Karlsruhe und unterhält gegenwärtig 16 Abteilungen. Der Verein entstand 1959 aus dem Zusammenschluss zwischen dem 1895 gegründeten FC Frankonia Karlsruhe und der 1927 gegründeten Eisenbahner-Sport-Gemeinschaft Karlsruhe. Der Verein ist im Ringtennis 22-facher Deutscher Mannschaftsmeister.

## Geschichte

### FC Frankonia
Die Frankonia ist am 16. Dezember 1895 durch Mitglieder der Arbeiterjugend der 1891 gegründeten Fußballspielgruppe Franconia entstanden. Damit ist der Verein nach dem Karlsruher FV und dem Karlsruher SC der drittälteste heute noch bestehende Fußballverein in Karlsruhe. 1897 schloss man sich dem Verband Süddeutscher Fußball-Vereine (VSFV) an. Schon früh gründete sich eine eigene Leichtathletikabteilung, welche 1899 erstmals einen Wettkampf veranstaltete, der als „Nationale Olympische Spiele“ ausgerufen wurde. Dieser gilt als erster Leichtathletik-Wettkampf in Karlsruhe.

Ehemaliges Wappen von FC Frankonia

Die Fußballer spielten zunächst, wie auch andere Karlsruher Vereine, auf der Körnerwiese (am Standort des heutigen Lessing-Gymnasiums) in der Weststadt und wechselten dann auf den Engländerplatz. Dabei kam es 1901 mit dem ebenfalls dort spielenden FC Phönix zu einem Streit, man vermutete unter den Mitgliedern „unsaubere Elemente (Sozialisten)“. 1899 nahm der Verein erstmals an der Süddeutschen Meisterschaft teil. In der Saison 1903/04 kam es zur Austragung eines Entscheidungsspiels um die Teilnahme an der Süddeutschen Meisterschaft zwischen der Frankonia und dem Karlsruher FV. Gegen das mit 4:3 gewonnene Spiel erhob der KFV wegen eines Formfehlers Einspruch und gewann schließlich das Wiederholungsspiel mit 1:3.
1909 wechselte der Verein die Spielstätte, nachdem man mit mehreren Rintheimer Landwirten einen 10-jährigen Pachtvertrag für ein Gelände an der Rintheimer Straße abgeschlossen hatte. Die Einweihung des Sportplatzes wurde 1910 mit einem Spiel gegen den FC Zürich (0:5) gefeiert. Während des Ersten Weltkriegs musste der Verein dieses Gelände jedoch der Stadt für den Gemüseanbau überlassen. Nach dem Krieg spielte man zunächst eine Saison beim FC Germania Durlach. Danach stellte die Stadt der Frankonia, dessen Mitglieder überwiegend Arbeiter aus der Ost- und Südstadt waren, einen Teil des Messplatzes zur Verfügung, unter der Auflage, dass dieser zu Messezeiten zur Verfügung stehen müsse. Seither hat der Verein auf dem Gelände an der Durlacher Allee seinen Sitz. In den 1920er Jahren spielte die Frankonia nur ein Jahr lang 1921/22 in der höchsten badischen Liga, aus der sie aufgrund einer Neugestaltung der Spielklassen 1922 absteigen musste. 
Nach der Machtergreifung der Nationalsozialisten wurde der Verein trotz seiner Nähe zur organisierten Arbeiterschaft nicht aufgelöst. Die Frankonia spielte zu dieser Zeit (Saison 1932/33) als Aufsteiger in der Gruppe Baden der Bezirksliga Württemberg/Baden, der höchsten Spielklasse. Nach Abschluss der Spielzeit wurden die höchsten deutschen Spielklassen neu in Gauligen eingeteilt. Da aus der Bezirksliga nur die ersten sechs Mannschaften für die Gauliga Baden berücksichtigt wurden, musste die Frankonia, die nur Platz 7 von 10 Mannschaften belegt hatte, wieder in die Zweitklassigkeit absteigen. In der zweitklassigen Fußball-Bezirksklasse Mittelbaden spielte Frankonia ab 1933 durchgängig bis zum kriegsbedingten Abbruch 1944. In der Spielzeit 1941/42 wurde bereits mit dem Reichsbahn-TSV Karlsruhe (dem späteren Fusionspartner) eine Kriegsspielgemeinschaft gebildet.
Mit Kurt Ehrmann stammt ein später Nationalspieler aus den Reihen der Frankonia; er spielte ab 1930 für die Jugendmannschaften des Vereins, doch seine Einberufung zum Wehrdienst Ende 1940 verhinderte seinen Einsatz in der Seniorenmannschaft, und nach dem Krieg spielte er für den Karlsruher FV in der Oberliga. 1949 wurde die Meisterschaft in der A-Klasse gewonnen und es folgte der Aufstieg in die 2. Amateurliga nach Entscheidungsspielen gegen den FC Rußheim. Die Fußballer konnten danach nicht mehr an frühere Erfolge anknüpfen, in Karlsruhe dominierten der FC Phönix, der VfB Mühlburg (die 1952 zum Karlsruher SC fusionierten) und zunächst auch der KFV. 1958 kündigte die Stadt Karlsruhe den Pachtvertrag für das Messegelände und drängte die Frankonia zu einer Fusion mit anderen Karlsruher Sportvereinen. Nach gescheiterten Verhandlungen, unter anderem mit dem Karlsruher FV, fand sich schließlich mit der „ESG Karlsruhe“ ein Fusionspartner.

Ehemaliges Wappen von ESG Karlsruhe

### ESG Karlsruhe
Am 29. April 1927 erfolgte die Gründung als Reichsbahn-Turn- und Sportverein Karlsruhe. Die Vereinsfarben waren Grün-Weiß. Zwischen 1927 und 1928 konnte der Bau eines Bootshauses am Südwestbecken des Karlsruher Rheinhafens errichtet werden. 1939 wurde der Verein in Reichsbahn-Sportgemeinschaft Karlsruhe umbenannt. Im Verlauf des Jahres 1940 kam es zur Bildung einer Kriegsgemeinschaft mit dem FC Frankonia zwecks Aufrechterhaltung des Spielbetriebs. Am 31. Mai 1946 erfolgte die Wiedergründung als Turn- und Sportverein Karlsruhe 1927, im Dezember 1946 die Umbenennung in Eisenbahner-Sport-Gemeinschaft Karlsruhe (ESG Karlsruhe). Am 7. August 1959 kam es zur Fusion mit dem Fußballclub Frankonia Karlsruhe zur Eisenbahner-Sportgemeinschaft Frankonia Karlsruhe (ESG Frankonia). Die „Eisenbahner“ stellten mit 1300 Mitgliedern gegenüber den 200 Mitgliedern des FC Frankonia den weitaus größeren Teil der Aktiven. In den 1950er Jahren waren die Tischtennis-Damen erfolgreich. So wurden Gisela Fersching und Margot Gloede 1956 deutsche Vizemeisterinnen im Damen-Doppel.
Ab 1952 erfolgte, nach dem Wechsel zahlreicher Spieler vom Karlsruher TV, der Aufbau einer leistungsstarken und wettkampforientierten Ringtennisabteilung. Diese entwickelte sich bis heute zur erfolgreichsten deutschen Mannschaft. Die am 17. September 1953 gegründete Tennisabteilung tritt unter dem Namen TC Grün-Weiß Karlsruhe an.

### ESG Frankonia
Bei den Deutschen Meisterschaften der Frauen ist die Rekordsiegerin Irmtraud Josche mit 22 Titelgewinnen zwischen 1957 und 1985 sowie bei den Herren Christian Herzog Rekordsieger mit 25 Titelgewinnen zwischen 1988 und 2013. Bei der Deutschen Mannschaftsmeisterschaft ist die ESG Frankonia Rekordsieger mit 22 Titelgewinnen zwischen 1971 und 2003. Mit Christian Herzog stellte der Verein einen Teilnehmer bei der Ringtennis-Weltmeisterschaften 2006, er belegte jeweils Platz 3 in der Einzel- sowie Doppelwertung und wurde mit der deutschen Mannschaft Weltmeister.
1965 gelang der Faustballmannschaft der Männer der Aufstieg in die Bundesliga. Im Oktober 2000 erfolgte der Anschluss des Karlsruher Billardclubs 1935. 2008 erreichte die Faustballmannschaft der Frauen den Aufstieg in die Bundesliga Süd.

## Vereinsgelände
Das Vereinsgelände der ESG liegt an der Durlacher Allee in der Karlsruher Oststadt, unweit des ehemaligen Rangierbahnhofs und des Autobahnanschlusses Karlsruhe-Durlach (BAB 5). Neben zwei Fußballplätzen und den Leichtathletik-Anlagen befinden sich hier auch Clubhaus und Geschäftsstelle des Vereins. Die vereinseigenen Bundeskegelbahnen befinden sich im Gebäude der Vereinsgaststätte.
Die in der Karlsruher Südstadt gelegenen Anlagen der Tennisabteilung umfassen acht Plätze, eine Einfeldhalle (2021 durch eine Traglufthalle ersetzt) sowie ein eigenes Clubhaus (Fertigstellung des Tennisheims 1966, Eröffnung der neuen Tennishalle 1967). Die Standanlage sowie die Luftdruckhalle der Sportschützen liegt zwischen Bulach und Weiherfeld (Fertigstellung und Einweihung der neuen Schießhalle mit 10 Anlagen 2004).
Von 1930 bis 1932 erfolgte eine umfangreiche Bautätigkeit an der neuen Sportanlage an der Durlacher Allee: Bau und Einweihung des Sportplatzes mit einem großen Sportfest (1932) und Ausbau der Leichtathletikanlage mit Laufbahn, Wurf- und Sprunganlagen. Weiterhin an den externen Sportanlagen im Keller des Hauptbahnhofs: Bau der Kegelbahn (Trainingsstätte bis 1997) und Bau der Schießstände (Trainingsstätte bis 1997).
Zwischen 1948 und 1958: Übernahme und Ausbau einer Baracke als Umkleide-Klubräume und Wohnung (1948 bis 1951), Anlage von vier Ringtennisfeldern (1950), Anlage von zwei weiteren Ringtennisfeldern (1953), Bau der heutigen Umkleide- und Duschräume (1955 bis 1958), Bau und Einweihung von zwei Tennisplätzen an der Stuttgarter Straße (1954).
Zwischen 1959 und 1963: Planung, Bau, Richtfest (17. Januar 1961) und Einweihung (1. März 1962) des neuen Vereinsheims, Fertigstellung von vier neuen Ringtennisfeldern (1960), Inbetriebnahme der Platzberegnungsanlage (1961), Bau von zwei Boccia-Bahnen (1962), Fertigstellung des Betonspielfeldes und der Faustballfelder (1962), Fertigstellung des zweiten Fußballplatzes (1963), Inbetriebnahme der Flutlichtanlage auf dem Hauptspielfeld (1963) etc.
Zwischen 1983 und 1985 Bau und offizielle Einweihung einer neuen 4 Bahnen-Kegelanlage. 1992 Sanierung der Leichtathletikanlagen. Die ESG unterhält keine eigene Sporthalle. Die Hallensportarten bzw. das Wintertraining werden in verschiedenen Hallen von Karlsruher Schulen ausgeübt.
Seit 2022 gibt es nur noch ein Fußballfeld, den Rasenplatz. 
Die Sportanlagen an der Durlacher Allee sollen bis 2029 an die Stuttgarter Straße verlegt werden.

## Abteilungen
Die ESG unterhält folgende 15 Abteilungen:
- Basketball
- Billard
- Boule
- Faustball
- Fußball
- Gesundheitssport
- Gymnastik
- Kegeln
- Leichtathletik
- Ringtennis
- Schützen
- Skifahren
- Tauchen
- Tennis
- Volleyball
- Wandern

## Erfolge
- Deutscher Mannschaftsmeister im Ringtennis: 1971, 1973, 1974, 1975, 1978, 1979, 1980, 1981, 1982, 1983, 1984, 1985, 1986, 1987, 1988, 1993, 1994, 1996, 1997, 1998, 2000, 2003.
- 106-facher Titelträger bei den Deutschen Meisterschaften im Ringtennis (Einzel/Doppel/Mixed, Stand 2018).[13]
- 1927 Erringung der Badischen Meisterschaft im 10.000-Meter-Lauf durch Hans Köhler.
- 1928 Erringung der Südmeisterschaft und Südwestmeisterschaft durch die Faustballmannschaft.
- 1965 Aufstieg der Faustballmannschaft der Männer in die Bundesliga.
- 2008 Aufstieg der Faustballmannschaft der Frauen in die Bundesliga Süd.[14]

## Wanderhütte
Die ESG Frankonia besitzt eine Wanderhütte in Titisee im Schwarzwald.